# UNAIDS
UNAIDS (Joint United Nations Programme on HIV and AIDS) ou ONUSIDA é o programa das Nações Unidas criado em 1996 e que tem a função de criar soluções e ajudar nações no combate à AIDS. Tem como objectivo prevenir o avanço do HIV, prestar tratamento e assistência aos afetados pela doença e reduzir o impacto socioeconômico da epidemia.
O UNAIDS tem sede em Genebra, onde compartilha algumas instalações com a Organização Mundial da Saúde. É membro do Grupo das Nações Unidas para o Desenvolvimento. Atualmente, Winnie Byanyima lidera o UNAIDS como diretora-executiva. Os ex-diretores executivos são Peter Piot (1995–2008) e Michel Sidibé (2009–2019).
O ONUSIDA publica regularmente artigos e relatórios sobre o estado da epidemia da AIDS, incluindo roteiros para acabar com o HIV como uma ameaça à saúde pública e atualizações sobre as atuais descobertas científicas sobre vacinas e tratamentos para infecções por HIV e AIDS.
A agência promove o princípio GIPA (maior envolvimento das pessoas vivendo com HIV), formulado em 1994 e aprovado pelas Nações Unidas em 2001 e 2006.
Embora a ONUSIDA tenha sido oficialmente criada em 1994 com uma resolução da ONU, e lançada em 1996, as raízes da organização podem ser rastreadas até ao primeiro caso registado de HIV/AIDS 15 anos antes, em 1981, e ao lançamento da Rede Global de Pessoas Vivendo com HIV/AIDS ("GNP+") iniciada em 1986 por Dietmar Bolle, um enfermeiro especialista em HIV positivo e ativista, que tinha como objectivo ligar pessoas vivendo com o vírus em todo o mundo.
Com representação no Brasil desde 2002, o UNAIDS atua em estreita colaboração com os governos federal, estaduais e municipais, organizações da sociedade civil (OSC), redes de pessoas vivendo com HIV/AIDS, instituições acadêmicas e outras organizações parceiras.
Essas parcerias têm o objetivo de fortalecer a resposta nacional ao HIV e acelerar o progresso na prevenção, tratamento e cuidados em relação ao HIV, a fim de acabar com a AIDS, como ameaça à saúde pública, até 2030.